# جون هتشينسون
جون هتشينسون (بالإنجليزية: John Hutchinson)‏ (29 ديسمبر 1979 في أستراليا - ) هو لاعب كرة قدم مالطا وأسترالي في مركز الوسط. شارك مع منتخب مالطا لكرة القدم. أما مع النوادي، فقد لعب مع سنترال كوست مارينرز وChengdu Tiancheng F.C. ‏ وFalcons 2000 SC ‏ وNorth West Sydney Spirit FC ‏ وManly United FC ‏.

## وصلات خارجية
- جون هتشينسون على موقع الاتحاد الدولي (مؤرشف)  (الإنجليزية)
- جون هتشينسون على موقع قاعدة بيانات كرة القدم.إي يو (الإنجليزية)
- جون هتشينسون على موقع ليكيب (الفرنسية)
- جون هتشينسون على موقع ناشيونال فوتبول تيمز (الإنجليزية)
- جون هتشينسون على موقع Soccerway.com (الإنجليزية)
- جون هتشينسون على موقع عالم كرة القدم.نت (الإنجليزية)